# 大久喜駅
大久喜駅（おおくきえき）は、青森県八戸市大字鮫町字大久喜にある、東日本旅客鉄道（JR東日本）八戸線の駅。

## 歴史
- 1956年（昭和31年）12月10日：日本国有鉄道の駅として開業[2]。気動車の旅客のみを取り扱う駅員無配置駅[3]。
- 1987年（昭和62年）4月1日：国鉄分割民営化により、JR東日本の駅となる[2]。
- 2015年（平成27年）12月1日：本八戸駅の業務委託化による駅長・助役配置廃止に伴い、八戸駅長管理下となる。
- 2024年（令和6年）10月1日：えきねっとQチケのサービスを開始[1][4]。

## 駅構造

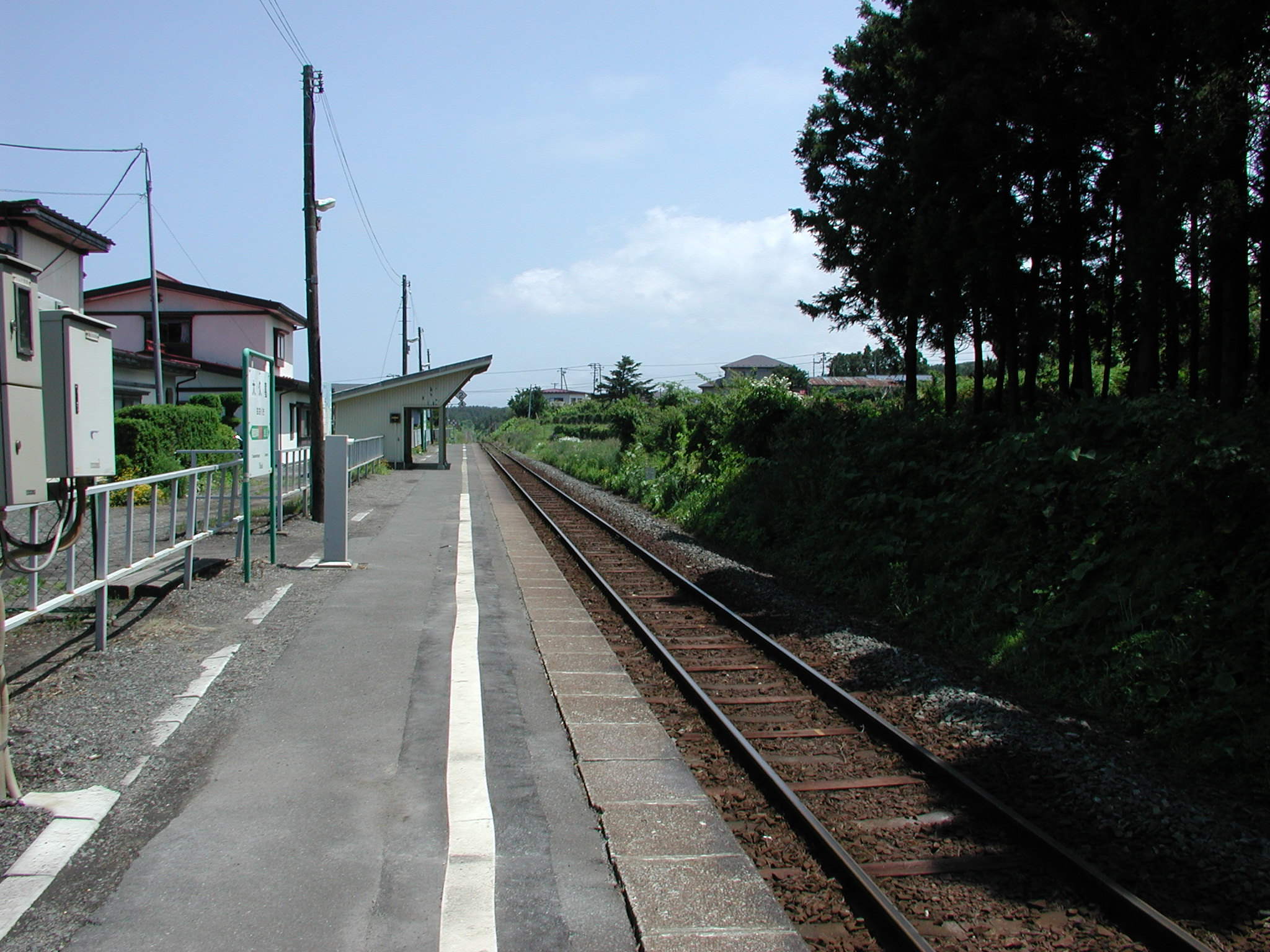
ホーム（2008年6月）

単式ホーム1面1線を有する地上駅である。八戸駅管理の無人駅である。

## 駅周辺
- 種差海岸
- 八戸市立南浜中学校
- 八戸市立大久喜小学校
- 厳島神社

## バス路線
「南浜中学校前」停留所にて、八戸市営バスの以下の路線が発着する。なお、バス停ポールは金浜小学校方向のみに立てられている。また、いずれも本数は極端に少ない。
- 金浜小学校方面
  - M15・15：金浜小学校前
- 種差海岸通り方面
  - 3：旭ヶ丘営業所
  - C5：中心街（朔日町）（1日1本のみ）
  - 20：鮫（土曜／休日朝1本のみ）
  - 35：市民病院（平日朝1本のみ）

## 隣の駅
東日本旅客鉄道（JR東日本）
■八戸線
種差海岸駅 - 大久喜駅 - 金浜駅